# دامو ستحيل (شخصية)
دامو ستحيل أو كما تسمى بالتسمية الأصلية كيم بوسيبل (بالإنجليزية: Kim Possible)‏ هي شخصية خيالية والشخصية الأساسية في مسلسل الرسوم المتحركة الذي يحمل نفس الإسم، أبتكرها كل من بوب سكولي ومارك مكوركل وكان أول ظهور لها في عام 2002 مع بداية المسلسل، وتعد دامو من الشخصيات الكرتونية ذات الشهرة الجيدة. دامو فتاة مراهقة تحاول مواجهة الجريمة ومشاكل المراهقة في نفس الوقت وهي من أصل أيرلندي.